# Tobias Klysner
Tobias Klysner Breuner (Randers, 3 luglio 2001) è un calciatore danese, attaccante del Randers.

## Caratteristiche tecniche
È un'ala sinistra.

## Carriera

### Club
Ha iniziato la propria carriera fra le file del Randers, ha debuttato in prima squadra il 14 aprile 2019 in occasione dell'incontro di Superligaen vinto 2-1 contro l'Örebro; ha realizzato la sua prima rete il 30 ottobre 2010 nella trasferta vinta 3-0 contro il Vejle.
Il 31 agosto 2023 è passato in prestito ai norvegesi dell'Aalesund, con opzione per l'acquisto a titolo definitivo.

### Nazionale
Ha giocato nella nazionale danese Under-16.

## Statistiche
Statistiche aggiornate al 23 dicembre 2023.

### Presenze e reti nei club
| Stagione        | Squadra         | Campionato      | Campionato | Campionato | Coppe nazionali | Coppe nazionali | Coppe nazionali | Coppe continentali | Coppe continentali | Coppe continentali | Altre coppe | Altre coppe | Altre coppe | Totale | Totale | Totale |
| Stagione        | Squadra         | Comp            | Pres       | Reti       | Comp            | Pres            | Reti            | Comp               | Pres               | Reti               | Comp        | Pres        | Reti        | Pres   | Reti   |        |
| --------------- | --------------- | --------------- | ---------- | ---------- | --------------- | --------------- | --------------- | ------------------ | ------------------ | ------------------ | ----------- | ----------- | ----------- | ------ | ------ | ------ |
| 2018-2019       | Randers         | SL              | 1          | 0          | CD              | 0               | 0               |                    | -                  | -                  |             | -           | -           | 1      | 0      |        |
| 2019-2020       | Randers         | SL              | 9          | 0          | CD              | 2               | 0               |                    | -                  | -                  |             | -           | -           | 11     | 0      |        |
| 2020-2021       | Randers         | SL              | 31         | 2          | CD              | 7               | 1               |                    | -                  | -                  |             | -           | -           | 38     | 3      |        |
| 2021-2022       | Randers         | SL              | 25         | 0          | CD              | 4               | 0               | UEL+UECL           | 2+5                | 0                  |             | -           | -           | 29     | 0      |        |
| 2022-2023       | Randers         | SL              | 28         | 1          | CD              | 2               | 0               |                    | -                  | -                  |             | -           | -           | 30     | 1      |        |
| lug.-ago. 2023  | Randers         | SL              | 5          | 0          | CD              | 0               | 0               |                    | -                  | -                  |             | -           | -           | 5      | 0      |        |
| Totale Randers  | Totale Randers  | Totale Randers  | 99         | 3          |                 | 15              | 1               |                    | 7                  | 0                  |             | -           | -           | 121    | 4      |        |
| ago.-dic. 2023  | Aalesund        | ES              | 1          | 0          | CN              | -               | -               |                    | -                  | -                  |             | -           | -           | 1      | 0      |        |
| Totale carriera | Totale carriera | Totale carriera | 100        | 3          |                 | 15              | 1               |                    | 7                  | 0                  |             | -           | -           | 122    | 4      |        |

## Palmarès

### Club

#### Competizioni nazionali
- Coppa di Danimarca: 1

Randers: 2020-2021
- 1. Division: 1

SønderjyskE: 2023-2024